# 政务院人民监察委员会
政务院人民监察委员会是中华人民共和国中央人民政府政务院的一个部门，根据1949年9月27日中国人民政治协商会议第一届全体会议通过的《中华人民共和国中央人民政府组织法》第十八条的规定，于1949年10月19日设立。1954年9月，第一届全国人民代表大会第一次会议在北京召开，会议通过了《中华人民共和国宪法》和《中华人民共和国国务院组织法》，成立中华人民共和国国务院。根据国务院《关于设立、调整中央和地方国家机关及有关事项的通知》，设立中华人民共和国监察部，中央人民政府政务院人民监察委员会即告结束。

## 职权
按照《中华人民共和国中央人民政府组织法》第十八条规定：“在县市以上的各级人民政府，设立人民监察机关，以监督各级国家机关和各种公务人员是否履行其职责，并检举其中之违法失职的机关和人员。”。
1950年10月24日通过《政务院人民监察委员会试行组织条例》、10月25日通过的《大行政区人民政府（军政委员会）人民监察委员会试行组织通则》、《省（行署、市）人民政府人民监察委员会试行组织通则》规定，人民监察委员会工作职责大体分为三类：
1. 监察同级政府机关和公务人员（政务院人民监察委员会有权监察全国各级机关和公务人员）是否违反国家政策、法律、法令或损害人民及国家之利益，并纠举其中之违法失职的机关和人员；
2. 指导下级监察机关之监察工作，颁发决议和命令，并审查其执行；
3. 接受及处理人民、各人民团体、下级机关和公务人员对领导干部违法失职行为的控告。

自1949年10月中央人民监察委员会成立至1953年6月，全国共建立439个人民监察机关，专职和兼职监察干部达17000人左右。

## 机构设置
政务院人民监察委员会设有以下工作机构，分别掌管监察和通常行政事务：
- 办公厅（秘书、人事、总务、研究、资料翻译）
- 第一厅（财政、银行、海关、合作、贸易、农业、林垦、水利）
- 第二厅（工业、铁道、邮电、交通、劳动）
- 第三厅（内务、公安、司法、法制、民族事务、文化、教育、卫生、科学、出版、新闻）

## 组成人员
以下主任、副主任、委员如无注明，均为1949年10月19日中央人民政府委员会第三次会议通过。秘书长、副秘书长如无注明，均为1949年12月4日中央人民政府委员会第四次会议通过：
- 主任
  - 谭平山
- 副主任
  - 刘景范（第一副主任兼党组书记）
  - 潘震亚
  - 钱瑛（女）（1952年11月15日至1954年9月）
  - 王翰（1954年6月19日至1954年9月）
- 委员：张秀岩、张慕尧、朱蕴山、韩兆鹗、董鲁安、张难先、何燏时、宁武、郭任之、安子文、许立群、刘达潮、丘金、帅孟奇、萧明
- 秘书长：李世璋
- 副秘书长：郭任之（1950年1月7日至1954年9月）